# Secutor megalolepis
Secutor megalolepis är en fiskart som beskrevs av Kenji Mochizuki och Hayashi, 1989. Secutor megalolepis ingår i släktet Secutor och familjen Leiognathidae. Inga underarter finns listade i Catalogue of Life.